# Neoserica fukiensis
Neoserica fukiensis är en skalbaggsart som beskrevs av Frey 1972. Neoserica fukiensis ingår i släktet Neoserica och familjen Melolonthidae. Inga underarter finns listade i Catalogue of Life.